# Quin dia tan bèstia!
Freaky Friday, traduïda al català com Quin dia tan bèstia!, és una novel·la infantil escrita per Mary Rodgers i publicada per primera vegada als EUA el 1972, i adaptada per al cinema en diverses ocasions.

## Sinopsi
Una noia adolescent, desorganitzada i plena d'il·lusions, l'Annabel Andrews, desperta un divendres al matí i es troba a si mateixa en el cos de la seva mare, amb qui havia discutit la nit anterior.
De sobte, havent-se de fer càrrec dels assumptes de la família a Nova York i del seu germà petit Ben (a qui l'Annabel li dedica l'àlies poc afectuós d'Ape  Face', o sia, 'cara de mico'), i cada vegada més preocupada per la desaparició del seu propi cos, demana l'ajuda del seu veí i amic de la infància, Boris, encara que sense abans parlar amb ell sobre la seva crisi d'identitat.
En el transcurs del dia i patint l'Annabel una sèrie de desventures cada vegada més estranyes i frustrants, es torna gradualment més conscient de la difícil vida de la seva mare, i aprèn, per la seva sorpresa, que en Ben la idolatra, i que en Boris en realitat es diu Morris, però té un problema de congestió nasal crònica que el va portar a pronunciar per via nasal la ema i la ena com a be i de. La novel·la transcorre fins al seu clímax quan en Ben també desapareix, segons sembla, per haver-se'n anat amb una noia bonica que en Boris no reconeixia, però en Ben hi va confiar sense dubtes. En el clímax i desenllaç, l'Annabel queda superada per les dificultats de la seva nova situació: l'aparent desaparició de la seva mare, la pèrdua dels fills, i la qüestió de com la seva estranya situació es va produir i quan/si s'ha de resoldre. Finalment, sembla que la mare de l'Annabel va causar el canvi de cossos a través de mitjans no especificats, i la misteriosa noia que es va endur en Ben va resultar ser la senyora Andrews mare en el cos de l'Annabel (la qual el recupera), la qual va fer moltes coses interessants a banda d'apropiar-se del cos de la noia: més va fer-li canvi d'imatge al cos mentre el feu servir, incloent-hi la remoció dels aparells dentals, i va recuperar una cita que l'Annabel havia oblidat (i hauria perdut, si no hagués estat per la intercessió de la mare).
El llibre, i les seves adaptacions cinematogràfiques, podrien considerar-se una recreació moderna de Vice Versa, la novel·la de F. Anstey del 1882, en què els protagonistes són un pare i fill que viuen vicissituds similars.

## Personatges

### Annabel Andrews
Desorganitzada, (potser fins i tot descuidada), rebel i una mena d'"homenot" de 13 anys, l'Annabel és una adolescent bastant típica que creu que els adults ho tenen tot més fàcilment i ràpida, es queda sense arguments quan s'enfronta a les responsabilitats dels adults i a problemes realment importants.

### Ben Andrews, àlies "Caramico"
Un germà més jove típic pre-adolescent, de sis anys, Ben es delecta a crear conflicte amb 
l'Annabel, torturar-la i, en general tornar-la boja, la qual cosa ha portat que ella l'anomeni
'caramico'. Sense saber-ho ella, en Ben i els seus amics pensen que ella és l'epítome d'allò cool', i el nen porta el sobrenom com una insígnia d'honor. La veritat surt a la superfície quan ella s'equivoca i li diu 'caramico' mentre pretenia ser la senyora Andrews. Després que ella es disculpa, ell admet que li agrada el nom - però volia mantenir aquest secret en bon recapte-.

### Morris / Boris
Un amic de la infància de l'Annabel, ha estat una mica espantat d'ella des d'un incident en el qual ella el va colpejar a la cara amb una pala. considerant que ella va actuar massa durament, ell i la seva mare decidiren d'evitar l'Annabel des d'aleshores. Ell és un noi alegre i amb bon aspecte, i fa tot el que pot per a ajudar la 'senyora Andrews' (en realitat Annabel) en les seves dificultats sobrevingudes. Té alguns problemes respiratoris ocasionals, atribuïts a uns pòlips i, possiblement, a una al·lèrgia a l'Annabel, que fan que la seva veu soni nasal, fent-li incapaç de pronunciar les lletres "m" i "n" amb claredat. A causa d'això, l'Annabel sempre ha cregut que el nom del noi era Boris, quan en realitat és Morris. Per desgràcia, ella pateix el malentès contrari quan s'ofereix per preparar un 'beetloaf' (pastís de remolatxa) amb l'assortiment limitat d'ingredients disponibles, i ella creu que el noi salvarà el sopar en oferir un molt més sensat 'meatloaf' (pastís de carn), però ella surt guanyant quan tasta el nou plat i li resulta saborós.

### Ellen Jean Benjamin Andrews/Senyora Andrews
Tot i posar tots els fets en moviment i després acabar-los com una espècie de deus ex machina, la senyora Andrews continua sent (juntament amb el cos de l'Annabel, que ella posseeix) un personatge gairebé invisible durant gran part del llibre, només es revela ella mateixa i tot el que ha fet al final del dia.

## Seqüeles
Tres seqüeles van seguir el llibre de Mary Rodgers, amb alguns dels mateixos personatges i/o 
situacions. A A Billion for Boris (Un bilió per al Boris), l'Annabel i el seu amic 
Morris/Boris descobreixen un televisor que sintonitza emissions del futur i comencen a apostar en curses de cavalls. El llibre Summer switch (traduït al català com Un estiu capgirat) tracta d'en Ben i del seu pare, Bill, que sobtadament intercanvien els seus cossos, amb la qual cosa el jove s'encarregarà de gestionar els negocis del pare a Hollywood, i el pare de fer front a un campament d'estiu. Finalment, una seqüela espiritual sobre un estudiant i un professor, Freaky Monday (Un estrany dilluns), co-escrita per Heather Hach (coguionista de la pel·lícula Freaky Friday de 2003), va ser publicada el maig de 2009.

## Adaptacions de la pel·lícula
Freaky Friday ha estat adaptada en tres ocasions per la Walt Disney Company a pel·lícules amb trames similars, havent estat escrit per l'autora de la novel·la el guió de la primera.
Una diferència important entre la novel·la i les pel·lícules és la presència d'una influència externa que causa un conflicte entre la mare i el pare i llurs respectius objectius o desitjos. A causa d'això, tots dos serveixen com a protagonistes, i les pel·lícules començaran poc abans del canvi, il·lustrant el conflicte entre el pare i la mare, i segueixen mostrant els problemes d'amb dues per a adaptar-se a les noves circumstàncies, i el posterior respecte i la comprensió mútua que totes dues arriben a tenir per a cada altres abans de tornar a la normalitat. Mary Rodgers afegeix també un hobby per a l'Annabelle a la història, amb una competició esportiva important - per a la qual la seva mare no té perícia - que serveix per a portar l'acció a un clímax. Aquesta possibilitat s'ha mantingut en les següents versions, tot i que l'afició original de l'esquí aquàtic canvia a busseig i després al rock, i un important esdeveniment per a la mare que té lloc a la mateixa hora (el seu matrimoni/el sopar després de l'assaig) fou afegit a la pel·lícula en les dues últimes versions. Aquestes dues últimes també ometen el personatge d'en Morris, encara que l'actor del 1976 i el seu personatge tenen un cameo el 2003.
el seu pare la seva mare tenen un accident y la policia troba morta a la mare i no troben al seu pare.
Les adaptacions són les següents:
- La versió original de 1976, escrita per Rodgers, i protagonitzada per Barbara Harris i Jodie Foster com Ellen i Annabel.
- La versió de Walt Disney Television que es va fer el 1995, protagonitzada per Shelley Long i Gaby Hoffmann com Ellen Andrews i Annabelle, va introduir l'element dels amulets màgics com a sistema d'intercanvi de llurs respectives vides.
- Les actrius del remake del 2003, co-escrit per Hach, són Jamie Lee Curtis i Lindsay Lohan. Els noms de les protagonistes són canviats de manera significativa a Tess Coleman i Anna Coleman. Els amulets es canvien per 'galetes de la sort' que els dona una senyora gran xinesa la nit de dijous, després que ella les sent discutir al restaurant de la seva filla. El nom de Ben es canvia per Harry, el pare del nen ha mort, i na Tess, una psicòloga una mica intransigent, té el seu pare amb ella com a visita per motiu del seu casament el dissabte amb l'agent literari Ryan, interpretat per Mark Harmon. A més, el 1984 va produir-se una pel·lícula per a la televisió sobre la seqüela Summer switch, protagonitzada per Robert Klein i Scott Schwartz.